# クィントゥス・ファビウス・ラベオ
クィントゥス・ファビウス・ラベオ（ラテン語: Quintus Fabius Labeo）は、共和政ローマのパトリキ（伝統的貴族）出身の政務官。紀元前183年に執政官（コンスル）を務めた。

## 出自
ラベオの属するファビウス氏族はローマのパトリキの中でも最も著名で影響力のある氏族の一つである。後の資料ではファビウス氏族の先祖はヘーラクレースとニュンペーであるとされている。もともとの氏族名はフォウィウス、ファウィウスまたはフォディウスであり、ファビウス氏族によって栽培が始められたソラマメ（faba）に由来するといわれる。さらにプルタルコスは、元々はFodiusであり、ラテン語で「穴を掘ること」という意味の「fodere」を起源とし、これはファビウス氏族が狼を捕らえるために穴を掘っていたためとしている。但し、T. Wisemanはこの説を「面白いが事実ではないだろう」としている。
カピトリヌスのファスティによれば、ラベオの父も祖父も同じプラエノーメン（第一名、個人名）、クィントゥスを名乗っている。

## 経歴
紀元前196年、財務官（クァエストル）に就任したが、おそらく首都クァエストルとしてである。ラベオと同僚のルキウス・アウレリウスは、鳥占官（アウグル）と神祇官（ポンティフェクス）に対して戦争の間に滞納していた税金を支払うように要求した。彼らは護民官の助けを求めたが、結局は年末までに税金を支払わせられた。
紀元前189年、法務官（プラエトル）に就任した。くじ引きの結果、ラベオはローマ・シリア戦争で海軍の指揮を執ることになった。しかし、エーゲ海に入ったときには既に講和がなされていた。そこで「怠惰にすごしたと思われないように」、ラベオはクレタ島に行き、各都市に対して奴隷にされているローマ市民およびイタリア人を解放するように要求した。戦争を開始すると脅迫することにより、ラベオは4,000人を解放させることに成功した。その後、トラキアのアエヌス（en）とマロネからセレウコス朝の守備兵を撤退させ、これら都市とマケドニアとの国境を設定した。
紀元前188年、前執政官（プロコンスル）のグナエウス・マンリウス・ウルソの命令により、アパメイア条約の規定どおりに、ラベオはアンティオコス3世から50隻の軍船を受け取り、これを焼却した。続いてリュキアのテルメスを急襲し、全艦隊をピレウスに一旦集結させた後にローマに帰還した。ローマに戻ると、ラベオは護民官の反対と「敵を肉眼で見ていない」との批判にもかかわらず、海軍凱旋式を実施した。
紀元前185年、ラベオは翌年の執政官に立候補した。パトリキでは他にセルウィウス・スルピキウス・ガルバ、ルキウス・アエミリウス・パウルス（後のマケドニクス）、プブリウス・クラウディウス・プルケル の3人が立候補した。ラベオの下馬評は高かったが、兄弟で現役執政官のアッピウス・クラウディウス・プルケルからの強力な支援を受けたプルケルが当選した。出馬時点で、ラベオは落選を経験していたが、翌年の選挙には当選した。
紀元前183年、執政官に就任、同僚執政官はマルクス・クラウディウス・マルケッルスであった。両執政官ともリグリアの戦線を担当することとなり、ラベオはプロコンスルとして翌年も軍を指揮した。しかし顕著な成功は得られなかった。
執政官の年に、ラベオはエトルリアのサトゥルニア（en）建設の三人委員会の委員に選ばれている。また前年にはポテンティア（現在のポテンツァ）とピサウルム（現在のペーザロ）の建設も関係した。
紀元前180年、死去したルキウス・ウァレリウス・フラックスに代わって神祇官（ポンティフェクス）に選ばれた。
ラベオの名前が第三次マケドニア戦争（紀元前167年）後のバルカン半島秩序再構築のための10人のレガトゥスの中に見える。このラベオはクィントゥス・ファビウス・ラベオと思われる。アウルス・ポストゥミウス・アルビヌス・ルスクス、ガイウス・クラウディウス・プルケル (紀元前177年の執政官)、クィントゥス・マルキウス・ピリップス (紀元前186年の執政官)、ガイウス・リキニウス・クラッスス、グナエウス・ドミティウス・アヘノバルブス (紀元前162年の補充執政官)といった執政官経験者らと共に、ルキウス・アエミリウス・パウルス・マケドニクスを補佐した。
古代の資料は、ラベオに関するもう一つのエピソードを伝えるが、いつのことかは不明である。元老院はラベオにネアポリス（現在のナポリ）とノラの国境紛争を解決するように指示した。ラベオは現地に到着すると、両者に対して別々に「貪欲にならず、過分な要求をせず、他者に諦めさせるより自分が諦めるほうが良い」と説得した。結果、両都市は訴えを取り下げ、問題の土地は無主地とされた。ラベオはこの土地をローマの資産とした。ティトゥス・リウィウスの『ローマ建国史』にはラベオの死は触れられていない。

## 文化活動
スエトニウス（70年頃 - 140年頃）は、博学なラベオが、劇作家テレンティウスの脚本を助けていたとする説を紹介している。

## 子孫

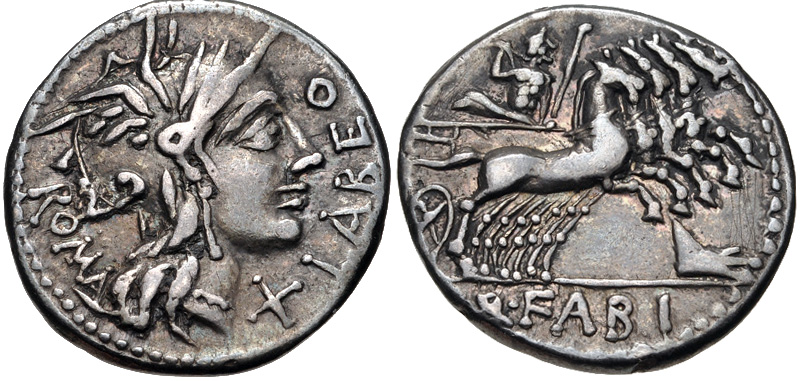
子孫の鋳造したデナリウス銀貨。

紀元前124年と紀元前114年、おそらくはラベオの孫にあたる同名の造幣官クィントゥス・ファビウス・ラベオが祖父の功績を讃えてコインを鋳造している。また、現代の歴史家は、紀元前2世紀後半にプラエトルとしてヒスパニア・キテリオル（近ヒスパニア）の属州総督を務めたクィントゥス・ファビウス・ラベオはラベオの息子で造幣官ラベオの父と考えている。

## 参考資料

### 古代の資料
- ウァレリウス・マクシムス『著名言行録』
- カピトリヌスのファスティ
- ティトゥス・リウィウス『ローマ建国史』
- プルタルコス『対比列伝』
- ポリュビオス『歴史』
- ガイウス・スエトニウス・トランクィッルス『名士伝』
- マルクス・トゥッリウス・キケロ『義務について』

### 研究書
- Broughton R. "Magistrates of the Roman Republic" - New York, 1951. - Vol. I. - P. 600.
- Münzer F. "Fabius 91" // Paulys Realencyclopädie der classischen Altertumswissenschaft . 1909. Bd. VI, 2. - S. 1773-1775.
- Münzer F. "Fabius 92" // Paulys Realencyclopädie der classischen Altertumswissenschaft . 1909. Bd. VI, 2.-S. 1775.
- Wiseman T. "Legendary Genealogies in Late-Republican Rome" // G & R. - 1974. - Vol. 21, No. 2 . - P. 153-164.
- Broughton, T. R. S. (1991). “Candidates Defeated in Roman Elections: Some Ancient Roman "Also-Rans"”. Transactions of the American Philosophical Society (American Philosophical Society) 81 (4):  i-vi+1-64. JSTOR 1006532.